# Яромир
Яромир — українське і загальнослов'янське чоловіче ім'я, що, за однією версією, походить від давніх слов'янських слів «яро» — сонце, Ярило і «мир» — тобто світ. За іншою версією, давнє словянське слово «мир» походить від морфеми *měrъ («великий»). Ця друга частина імені порівнюється з лексемами у споріднених індоєвропейських мовах: гот. -mērs («великий»), дав.-в.-нім. mâri («знаменитий»), ірл. mór, már («великий»), дав.-гр. ἐγχεσίμωρος («знаменитий списом»). 
Поширене серед слов'янських народів.

## Відповідності
У інших народів імені Яромир відповідають імена:
- болг. Яромир
- сербохорв. Jаромир
- чеськ. Jaromír
- пол. Jaromiar, Jeromiar, Jeromier
- рос. Яромир

## Персоналії
- Яромир Ягр — чеський хокеїст, правий крайній нападник. Наразі виступає за «Філадельфія Флайєрс» у Національній хокейній лізі (КХЛ).
- Яромир — один із літературних псевдонімів, яким позначав свої твори український письменник, поет, перекладач, критик, журналіст Масляк Володимир Іванович (1854–1924).